# Protopunk
Protopunk  je glazbeni žanr koji su činili glazbenici i sastavi koje se smatra pretečama punka. Radi se o grupama i samostalnim glazbenicima koji su nadahnuli punk sastave, ali i druge sastave koji su glazbeno i ponašanjem podsjećali na punk rock. Ne postoji samo jedan zvuk koji se može poistovjetiti s ovim žanrom jer se kroz vrijeme taj zvuk znatno mijenjao.
Velikom broju protopunk skupina bilo je zajedničko to da nisu samo izazivali glazbenu elitu već i hippie i flower power pokrete, odnosno njihove pozitivne postave i ljubavne poruke, smatrajući da njihova glazba nije bila dovoljno agresivna.
Znatan broj sastava koji ulaze u žanr protopunka su garage rock izvođači iz 1960-ih i početka 1970-ih, ali među onima koju su nadahnuli punk bile su čak i glam rock skupine npr.: New York Dolls, T. Rex i Roxy Music, kao i samostalni glazbenici poput Patti Smith. Patti Smith se kasnije pojavila u skupini Television i bila je važan dio rane punk scene u New Yorku 1975. – 76.
Primjer sastava i samostalnih glazbenika koji se poistovjećuju s protopunkom:
- MC5
- The Stooges
- New York Dolls
- The Sonics
- Jonathan Richman/The Modern Lovers
- Patti Smith
- Velvet Underground
- David Bowie
- Roxy Music
- T. Rex
- The Doors
- Alice Cooper
- The Who
- Television
- Captain Beefheart
- John Cale
- Lou Reed
- Mott the Hoople
- The Dictators
- Flamin Groovies